# Theorie mittlerer Reichweite

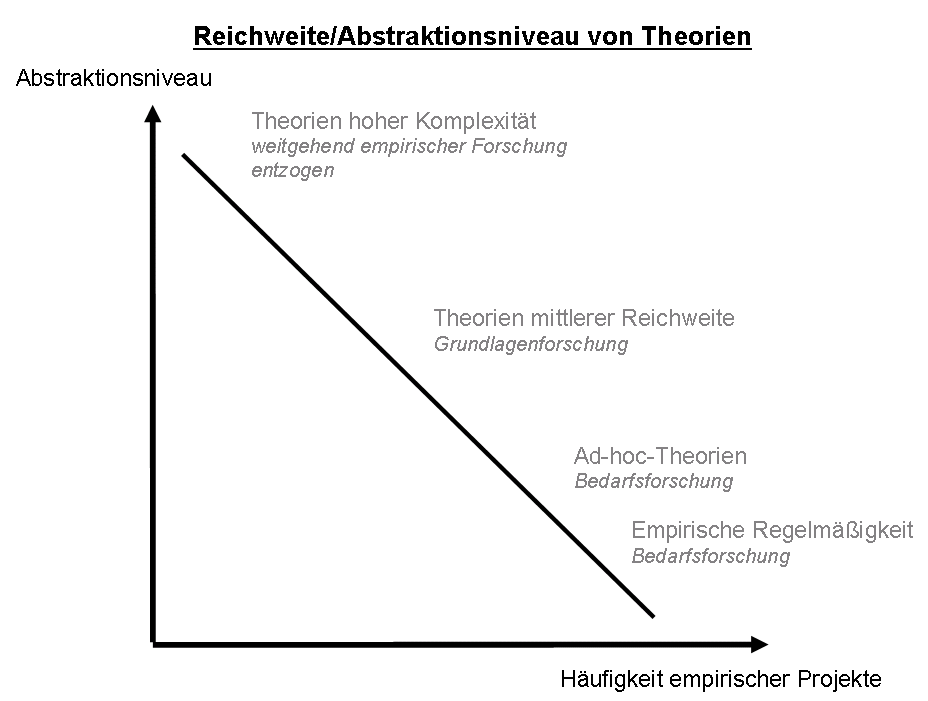
Reichweite von Theorien

Theorien mittlerer Reichweite (engl. middle range theory) ist ein von Robert K. Merton im Jahr 1962 eingebrachter Begriff für Theorien, die in der Soziologie bevorzugt angestrebt werden sollten. Merton benutzt den Begriff, um das Abstraktionsniveau einer Theorie zu beschreiben. Theorien mittlerer Reichweite stehen für ihn im Kontrast zu Haupttheorien (Totaltheorie, Universaltheorie, „grand theories“ oder „comprehensive social theories“) und Mikrotheorien. Haupttheorien in diesem Sinne sind umfassende und kohärente Theoriegebäude.

## Begründung der Notwendigkeit Theorien mittlerer Reichweite
Merton fordert, nicht „endlos weit reichende“ Theorien nach dem Muster der klassischen Naturwissenschaften anzustreben, und auch nicht Theorien, die „für alle Gesellschaften“ gültig seien. Dagegen spricht nach Merton
- (a), dass man zwar manche Gesellschaften über lange Zeiträume hinweg theoretisch und empirisch fruchtbar untersuchen kann, aber eben nicht immer, und
- (b), dass einen die Mechanismen der self-fulfilling und der self-destroying prophecy daran hindern (vgl. seine Selbsterfüllende Prophezeiung). Damit grenzt sich Merton in den USA z. B. von den hohen Ansprüchen eines Talcott Parsons in Gestalt seines Strukturfunktionalismus ab.

Man solle, wenn man dieses anspruchsvolle Programm 'ewig' gültiger Theorien nicht erfüllen kann, auch nicht ins andere Extrem verfallen, nur noch soziale Fakten zu erheben und von Fall zu Fall social problems zu erörtern. Damit grenzt sich Merton von der sehr auf Anwendung bedachten und die 'Theorie' praktisch verachtenden soziologischen Ausbildungspraxis der Hochschulen seines Landes ab.

## Die Rolle von Mechanismen
Eine zentrale Eigenschaft von Theorien mittlerer Reichweite ist ihre Fähigkeit zur Identifizierung von Mechanismen, die spezifische Phänomene erklären. „Im Groben sind Mechanismen häufig auftretende und leicht erkennbare kausale Muster […] die unter im Allgemeinen unbekannten Bedingungen ausgelöst werden und unbestimmte Folgen haben.“ Nancy Cartwright betont in ihren Arbeiten, dass „viel von dem, was in den Sozial- und Naturwissenschaften erfolgreich ist, unter diese Art von Theorien fällt.“ Diese Mechanismen, die oft als Teil dieser Theorien betrachtet werden, sind nicht universell gültig, sondern kontextabhängig. Cartwright unterscheidet hierbei zwischen strukturellen Mechanismen, die zugrunde liegende Systeme beschreiben, und Kausalmechanismen, die in Form von Ursache-Wirkungs-Ketten Phänomene erklären.

## Beispiele
Ein Beispiel für eine solche Theorie mittlerer Reichweite ist die Theorie des demokratischen Friedens, welche die Hypothese aufstellt, dass Demokratien nicht gegeneinander Krieg führen. Cartwright nutzt diese Theorie, um zu zeigen, wie verschiedene Mechanismen in der Realität miteinander interagieren: Die Theorie beschreibt nicht nur einen einzelnen Mechanismus, sondern eine Vielzahl sich überschneidender Erklärungen, wie institutionelle Zwänge oder gemeinsame Normen in Demokratien den Frieden fördern; sie ist somit ein typisches Beispiel dafür, wie Theorien mittlerer Reichweite das Verhalten von Staaten erklären können, ohne Anspruch auf universelle Gültigkeit zu erheben.
Weitere Musterbeispiele erkenntnisförderlicher „Theorien mittlerer Reichweite“ sind
- Max Webers Ableitung des europäisch-nordamerikanischen Kapitalismus aus dem 'Geist' des Protestantismus oder
- Franz Borkenaus Ableitung des gleichen sozialen Prozesses aus den Organisationsproblemen zur Seefahrt genötigter Völker ausgangs der Völkerwanderung

Theorien über:
- Bezugsgruppe (Soziologie/Sozialpsychologie)
- Soziale Mobilität
- Anomie
- Relative Deprivation
- Rollenkonflikte
- Pflegemodelle

## Praktische Anwendung
Ein weiteres charakteristisches Merkmal von Theorien mittlerer Reichweite ist ihre enge Verbindung zu praktischen Anwendungen und ihrer Fähigkeit zur Beschreibung und Vorhersage von Phänomene. Nach Cartwright sind diese Theorien in der Sozialforschung häufig die einzige Möglichkeit zum Umgang mit einem hohen Maß an Komplexität, da sie nicht versuchen, alles zu erklären, sondern gezielt bestimmte Mechanismen zu untersuchen, die in einem spezifischen Kontext eine Rolle spielen: „Middle-range theorizing is ubiquitous“, so Cartwright, was bedeutet, dass diese Theorien in vielen wissenschaftlichen Disziplinen weit verbreitet sind und erfolgreich zur Erklärung von Phänomenen genutzt werden.

## Theorieentwicklung und wissenschaftliche Praxis
Cartwright hebt die Bedeutung der wissenschaftlichen Praxis hervor: Sie argumentiert, dass die Zuverlässigkeit von Theorien mittlerer Reichweite nicht allein auf der Evidenz beruht, sondern auf einem Netzwerk „praktischer Verknüpfungen“, welche die Grundlage für die Entwicklung dieser Theorien bilden; Theorien mittlerer Reichweite stützen sich somit nicht nur auf empirischer Forschung, sondern auch auf den wissenschaftlichen Praktiken, welche diese Forschung entstehen lassen und anwenden.